# Shaferocharis villosa
Shaferocharis villosa är en måreväxtart som beskrevs av Attila L. Borhidi och Johannes Bisse. Shaferocharis villosa ingår i släktet Shaferocharis och familjen måreväxter. Inga underarter finns listade i Catalogue of Life.